# Valentin Munteanu
Valentin Dumitru Munteanu (sinh ngày 24 tháng 10 năm 1989) là một cầu thủ bóng đá người România thi đấu ở vị trí tiền vệ cho Dunărea Călărași.